# Taxithelium hirtellum
Taxithelium hirtellum är en bladmossart som beskrevs av Jean Édouard Gabriel Narcisse Paris och Ferdinand François Gabriel Renauld 1902. Taxithelium hirtellum ingår i släktet Taxithelium och familjen Sematophyllaceae. Inga underarter finns listade i Catalogue of Life.